# Štětičkovec

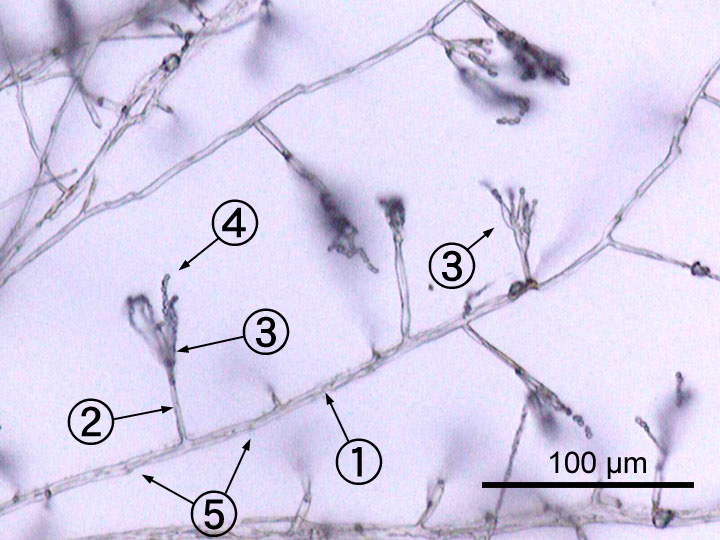
Stavba štětičkovce
1. hyfa
2. konidiofor
3. fialida
4. conida
5. septa

Štětičkovec (Penicillium) je rod plísní řazených mezi vřeckovýtrusné houby, dříve do hub nedokonalých pro neznalost pohlavního stádia.

## Využití člověkem
Ze Štětičkovce se vyrábí například antibiotikum penicilin, enzymy do pracích substancí a plísňové sýry.

## Zástupci
Do rodu se řadí například tyto druhy:
- Penicillium bilaiae, může být přidáván do zemědělské půdy za účelem zlepšení její úrodnosti
- Penicillium camemberti (syn. Penicillium candidum), užívaný k produkci sýrů Camembert a Brie
- Penicillium chrysogenum (dříve též Penicillium notatum), z níž byl izolován penicilin
- Penicillium glaucum, užívaný k výrobě sýru Gorgonzola
- Penicillium lacussarmientei
- Penicillium marneffei, dimorfní patogenní houba, která může způsobovat infekce u lidí se sníženou imunitou
- Penicillium purpurogenum
- Penicillium roqueforti, užívaný k výrobě sýrů Roquefort, Danish Blue a dříve i Gorgonzola
- Penicillium stoloniferum
- Penicillium verrucosum, produkující ochratoxin A
- Penicillium viridicatum, produkující ochratoxin